# اوباجی ساندی
اوباجی ساندی (انگلیسی: Obaji Sunday؛ زادهٔ ۱ اوت ۱۹۸۸) یک بازیکن فوتبال اهل نیجر است.